# Elachertus atamiensis
Elachertus atamiensis är en stekelart som beskrevs av William Harris Ashmead 1904. Elachertus atamiensis ingår i släktet Elachertus och familjen finglanssteklar. Inga underarter finns listade i Catalogue of Life.